# Równina Bărăgan
Równina Bărăgan, również Nizina Bărăgan (rum. Câmpia Bărăganului) – stepowa równina w południowej Rumunii, część Niziny Wołoskiej. Stanowi obszar rolniczy, uprawia się tu głównie kukurydzę.